# Sergueï Kisliak
Pour les articles homonymes, voir Kisliak.
Sergueï Ivanovitch Kisliak (en russe : Сергей Иванович Кисляк), né le 7 septembre 1950 à Moscou (URSS), est un diplomate russe, ambassadeur à Washington (États-Unis) de 2008 à 2017.

## Biographie
D'origine ukrainienne, il est diplômé de l'Institut d'ingénierie physique de Moscou (1973) et de l'Académie soviétique de commerce extérieur (1977). Il entre ensuite au Ministère des Affaires étrangères et devient, de 1981 à 1985, Second secrétaire de la mission permanente de l'Union soviétique auprès des Nations unies à New York. De 1985 à 1989, il est Premier secrétaire et conseiller à l'Ambassade de l'Union soviétique à Washington.
De 1989 à 1991, il est directeur adjoint du Département des organisations internationales au Ministère des Affaires étrangères. Après la chute de l'Union soviétique, en 1991, il demeure au Ministère des Affaires étrangères de la Russie, d'abord comme directeur adjoint du Département de la coopération internationale scientifique et technique, puis, en 1995, comme directeur du Département des affaires de sécurité et du désarmement.
En 1998, Kisliak est nommé ambassadeur de Russie en Belgique, ainsi que représentant permanent de la Russie auprès de l'OTAN. De 2003 à 2008, il sert comme vice-ministre des Affaires étrangères. Le 26 juillet 2008, il est nommé ambassadeur de Russie à Washington par le président Dimitri Medvedev, succédant à Iouri Ouchakov.
En 2016, ses contacts répétés avec des membres de l'équipe de campagne de Donald Trump alimentent les soupçons quant à l'implication de la Russie dans le processus électoral américain et conduisent à la démission de Michael Flynn, conseiller à la sécurité nationale, puis à la mise en cause du procureur général, Jeff Sessions.